# Never Too Old
Never Too Old é um curta-metragem mudo norte-americano de 1914, do gênero comédia, com o ator cômico Oliver Hardy.

## Elenco
- Marguerite Ne Moyer - Bella Donna
- Oliver Hardy - Phil (como Babe Hardy)
- James Levering - Bill Bowser
- John A. Murphy - Jim Levison